# Noèlia Guerrero Hervás
Noèlia Guerrero Hervás (Barcelona, 10 de gener de 1978) és una exportera de futbol sala catalana.
Debutà a la Divisió d'Honor estatal amb el Futbol Sala Vilassar la temporada 1999-00. Competí amb diversos equips de l'elit estatal, Saragossa, Melilla i Penya Andorra. La temporada 2008-09 fitxà pel Futbol Sala Gironella, amb el qual aconseguí cinc Copes Catalunya de forma consecutiva (2009-14). En el seu primer any a l'equip del Berguedà, fou escollida com la millor jugadora de la Lliga espanyola. Portera titular de la selecció catalana, es proclamà campiona del Món de futbol sala AMF (2008). Entre altres reconeixements, rebé el premi ARC (2008) per la consecució del campionat del món.